# 坂戸真美
坂戸 真美（さかと まみ）は、日本のオルガニスト。

## 経歴
武蔵野音楽大学卒業、同大学院修了。大学では秋元道雄、志村拓生に、その後フランスなど各国の音楽院で学び、アンリエット・ピュイグ＝ロジェなどに師事した。
現在はカトリック碑文谷教会のオルガニストを勤める。